# برگ مو
برگ مو به برگ‌های گیاه انگور گفته می‌شود که در آشپزی برخی ملل از آن استفاده می‌شود. برگ مو را می‌توان تازه استفاده کرد یا آن را در شیشه یا کنسرو نگه داشت. دلمه یکی از غذاهای محبوب در کرانهٔ دریای مدیترانه، منطقهٔ بالکان، و خاورمیانه است که در آن برگ مو به دور گوشت یا برنج پیچیده می‌شود. در برخی مناطق نیز از قطعه‌های برگ مو به همراه کاهو و دیگر سبزیجات در سوپ یا آش استفاده می‌شود.

## خاصیت غذایی
کنسروهای برگ مو (پخته‌شده و نمک‌خورده) شامل ۷۶٪ آب، ۱۲٪ کربوهیدرات، ۴٪ پروتئین‌ها در رژیم غذایی، و ۲٪ چربی هستند.
در هر ۱۰۰ گرم (۳٫۵ اونس) برگ مو مقدار ۶۹ کالری انرژی (۲۰٪ یا بیشتر مقدار مواد مغذی مورد نیاز روزانه) وجود دارد و منبع غنی‌ای از سدیم (۱۱۹٪ مقدار مورد نیاز روزانه)، ویتامین آ (۱۰۵٪ مقدار مورد نیاز روزانه)، مس (۹۵٪ مقدار مورد نیاز روزانه)، اسید پانتوتنیک (۴۳٪ مقدار مورد نیاز روزانه)، و چندین مورد از ویتامین‌های گروه ب و مواد مغذی معدنی است.

## نگارخانه

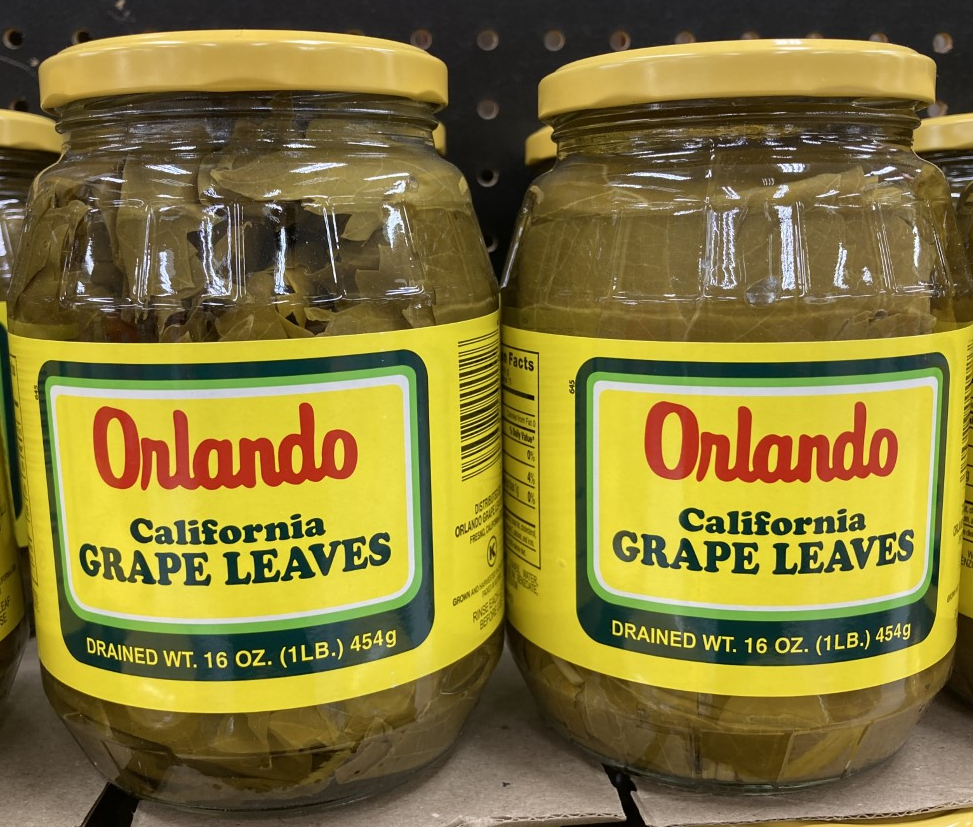
نگهداری برگ مو در شیشه
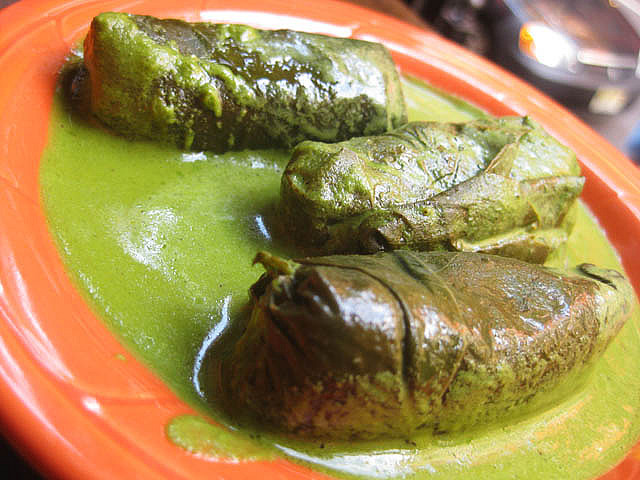
دلمه با سس ماست و نعناع